# Mexique aux Jeux olympiques d'hiver de 2014
Le Mexique participe aux Jeux olympiques d'hiver de 2014 à Sotchi en Russie du 7 au 23 février 2014. Il s'agit de sa huitième participation à des Jeux d'hiver.

## Ski alpin
Le Mexique a obtenu les places suivantes :
- Compétitions masculines: 1 place

| Athlète                | Épreuve       | 1re manche | 1re manche | 2e manche | 2e manche | Total | Total |
| Athlète                | Épreuve       | Temps      | Rang       | Temps     | Rang      | Temps | Rang  |
| ---------------------- | ------------- | ---------- | ---------- | --------- | --------- | ----- | ----- |
| Hubertus von Hohenlohe | Slalom hommes | DNF        |            |           |           |       |       |